# Channel One Cup (calcio)
La Channel One Cup era un torneo di calcio precampionato nato nel 2006 ed organizzato dalla televisione russa Channel One e la National Football Academy, una fondazione appartenente a Roman Abramovich. I partecipanti sono le squadre campioni e vicecampioni di Russia, Ucraina ed Israele, queste ultime assenti nella prima edizione.
Il torneo si giocava a Tel Aviv in gennaio, grazie alle condizioni atmosferiche favorevoli e per omaggiare i tanti tifosi ebrei di origine russa trasferitisi in Israele dopo la dissoluzione dell'Unione Sovietica. Benché si tratti di un torneo amichevole la grande rivalità tra i club russi e quelli ucraini fa sì che le partite siano molto combattute e quindi l'interesse dei tifosi è molto alto.
Alla prima edizione parteciparono CSKA e Spartak Mosca in rappresentanza della Russia e le compagini ucraine della Dinamo Kiev e Šachtar, con quest'ultima che vinse battendo in finale i connazionali.
Nel 2007, con l'esordio delle squadre israeliane del Maccabi Haifa e dell'Hapoel Tel Aviv, il torneo cambiò formula, con la divisione delle squadre in due gruppi da tre e con la finale disputata delle prime dei rispettivi gironi. Nello stesso anno si cominciò a pensare a fondere questo torneo con la Coppa dei Campioni della CSI, che, a causa dello scarso interesse di russi ed ucraini, aveva perso molto interesse. Tuttavia questa ipotesi non fu mai realizzata.
Il 2008 vide l'esordio dei campioni di Serbia della Stella Rossa al posto dei vicecampioni d'Israele e la rinuncia dei campioni di Russia dello Zenit San Pietroburgo, al posto dei quali partecipò il CSKA Mosca, 3º classificato nel proprio campionato, oltre allo Spartak Mosca, alla Dinamo Kiev, allo Shakhtar Donetsk e al Beitar Gerusalemme.

## Vincitori
| Stagione | Vincitore   | Finalista     | Capocannoniere                              |
| -------- | ----------- | ------------- | ------------------------------------------- |
| 2006     | Šachtar     | Dinamo Kiev   | Brandão ( Šachtar, 3 goal)                  |
| 2007     | CSKA Mosca  | Spartak Mosca | Roman Pavlyuchenko ( Spartak Mosca, 4 goal) |
| 2008     | Dinamo Kiev | Šachtar       | Fernandinho ( Šachtar, 4 goal)              |
| 2009     | Cancellata  |               |                                             |